# Världsutställningen 1905

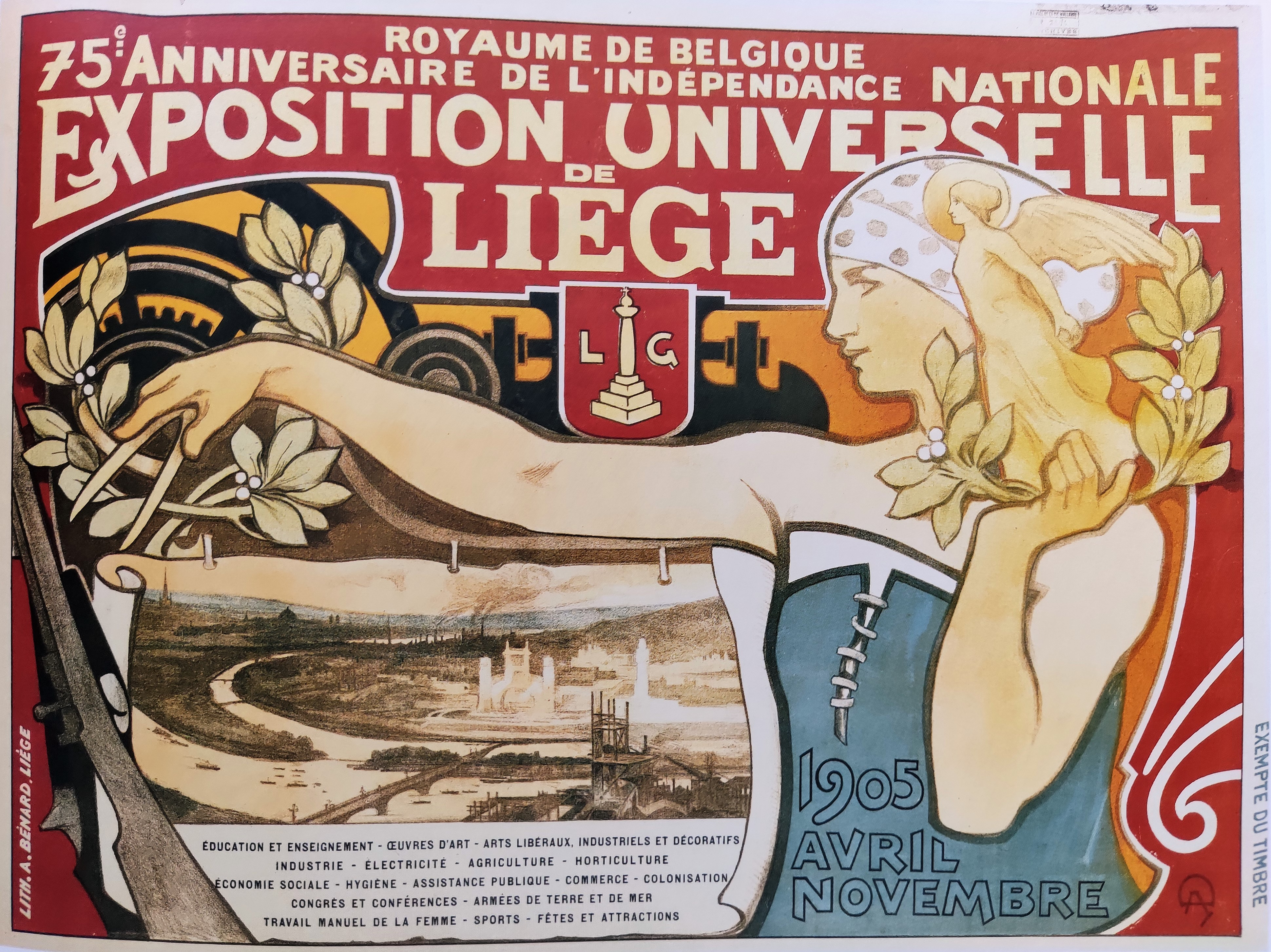
Utställningsplakat.

Världsutställningen 1905 ägde rum i Liege i Belgien 1905. Det var den 14:e världsutställning som erkändes officiellt av Bureau International des Expositions (BIE).